# Herbert Brück
Herbert Brück, avstrijski hokejist, * 21. november 1902, Berlin, † ?.
Brück je v avstrijski ligi igral za klub Wiener EV, za avstrijsko reprezentanco je igral na enih olimpijskih igrah, več svetovnih prvenstvih, kjer je bil dobitnik ene bronaste medalje, in več evropskih prvenstvih, kjer je bil dobitnik po ene zlate, srebrne in bronaste medalje.
Tudi njegov brat Walter je bil hokejist. 